# هاكان جنكيز
هاكان جنكيز (بالتركية: Hakan Cengiz)‏ هو لاعب كرة قدم تركي في مركز الهجوم، ولد في 3 أكتوبر 1967 في تركيا. لعب مع آينتراخت فرانكفورت وفالدهوف مانهايم.

## وصلات خارجية
- هاكان جنكيز على موقع قاعدة بيانات كرة القدم.إي يو (الإنجليزية)
- هاكان جنكيز على موقع بيانات كرة القدم. دي إي (الألمانية)